# Bessarabien

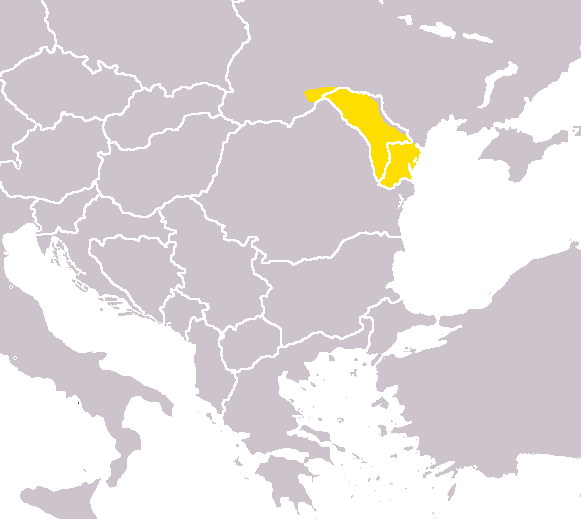
Sydöstra Europa med Bessarabien markerat i gult

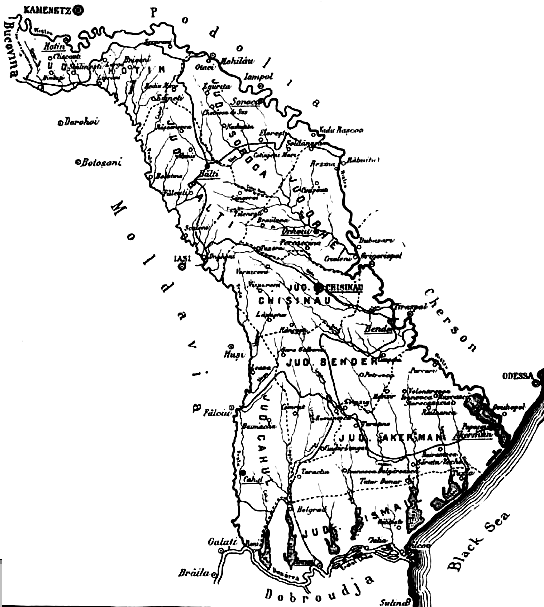
Karta över Bessarabien från 1927, ur en bok av Charles Upson Clark

Bessarabien (rumänska: Basarabia; turkiska: Besarabya; ukrainska: Бесарабія) är en historisk region i Östeuropa mellan floderna Dnestr och Prut, som idag är delad mellan Moldavien och Ukraina. Ytan är omkring 45 600 km². Namnet Bessarabien härrör från 1300-talet, och syftar på den valakiska dynastin huset Basarab, som regerade i den södra delen av området. Det var turkarna som först kallade regionen vid detta namn, vilket skedde i samband med att de tog över makten omkring 1484.

## Historia
Området har varit bebott sedan tusentals år. Bland de folk som befolkat området märks kimmerier, skyter och sarmater. Grekerna anlade kolonier i området, varav Tyras var den främsta. Bessarabien blev kring Kristi födelse en del av Dakien, och kom tillsammans med dess övriga delar under romerskt styre 106 e. Kr, kustområdet hade redan tidigare hamnat under romerskt inflytande. Under denna tid romaniserades området, och dakerna antog latin som språk och kultur. Flera romerska soldatkolonier anlades inom området och kejsar Trajanus försökte skydda området från angrepp genom att anlägga en mur mot den ryska stäppen.
Under folkvandringstiden invaderades Bessarabien av goter, hunner, avarer, bysantinare, bulgarer, magyarer, petjeneger, östslaver, kumaner och mongoler. På 1300-talet befolkades Bessarabien till största delen av rumäner. Provinsen fick sitt namn efter fursteätten Basarab som styrde Valakiet. Benämningen Bessarabien syftade då endast på kustområdet men kom senare att syfta på allt område mellan Prut och Dnjestr. Moldova, som kontrollerade de inre delarna av Bessarabien lade senare under sig hela området, men tvingades 1485 avträda kustområdet till Osmanska riket. 1512 tvingades fursten av Moldova att erkänna den osmanske sultanen som sin skyddsherre.
Från 1812 till 1856 ingick området i det ryska imperiet som guvernementet Bessarabien. Alexander I av Ryssland gynnade en immigration av tyskar och bulgarer, särskilt till gränsområdet mot Bukovina som till stor del befolkades av ukrainare. 1856, efter Krimkriget, delades Bessarabien i den sydvästra delen som tilföll furstendömet Moldova, och en större del som tillföll Ryssland. Vid  Berlinkongressen 1878 tillföll hela Bessarabien Ryssland trots protester från Rumänien, som i stället erhöll Dobrudzja och erkännande av sin självständighet som kompensation.
Under perioden 1812–1860 bedrevs en sträng assimilationspolitik i Bessarabien. Folkräkningen från år 1817 visar att andelen rumänskspråkiga invånare vid den tidpunkten uppgick till 86 procent. Lite drygt 80 år senare hade denna andel sjunkit till 56 procent, medan andelen ryssar, ukrainare och andra folkslag hade stigit, något som också kan förklaras av att rumänsktalande invånare uppmuntrades att flytta till andra provinser.
Trots detta växte en stark nationalistisk rörelse fram i Bessarabien, särskilt under den ryska revolutionen 1905. Då Rumänien efter lång tvekan 1916 trädde in i första världskriget på ententens sida för att försöka erövra Transsylvanien, tolkades det som ett uppgivande av anspråken på Bessarabien. Ryska revolutionen 1917 gav dock utvecklingen en oväntad riktning. Kraven på självständighet för Bessarabien ökade och 2 december 1917 utropade det sig som en självständig republik. Redan vid årsskiftet gick dock bolsjevikiska trupper in i Bessarabien, som begärde rumänsk hjälp. 13 januari 1918 ryckte rumänska trupper in i Bessarabien och fördrev de bolsjevikiska. Ryssland svarade med en krigsförklaring, men sedan Ukraina 22 januari 1918 förklarat sig självständigt fick Ryssland svårt att göra något åt situationen. 24 januari 1918 förklarade sig Bessarabien självständigt men beslutade 9 april samma år att ansluta sig till Rumänien med vittgående autonomi.
Området anslöts till Rumänien 1918 efter en omröstning i det bessarabiska parlamentet, där 86 ledamöter röstade för anslutning, med 3 nej-röster och 36 blanka röster. Sovjet-ledningen godtog däremot aldrig denna union och krävde en riktig folkomröstning som de facto inte ägt rum. Avsaknaden av en folkomröstning var däremot inte den främsta missnöjesgrunden för Sovjets statsapparat, utan landförlusten.
I mitten av 1930-talet hade 12 procent av Bessarabiens befolkning flytt till Sovjetunionen och andra länder. Med stöd av uppgörelsen mellan Sovjetunionen och Tyskland (se Molotov-Ribbentrop-pakten) ställde Sovjetunionen 26 augusti 1939 krav på att Bessarabien och norra Bukovina inom 24 timmar skulle avträdas. Rumänien inbjöd till förhandlingar men måste vika sig sedan Sovjetunionen krävt att Bessarabien skulle utrymmas på fyra dagar, med början 28 augusti 1939. Ockupationen ägde rum utan större sammanstötningar, varefter vissa utbyten av befolkningsgrupper ägde rum. Huvuddelen av Bessarabien kom därefter att bilda Moldaviska SSR medan de främst ukrainskbefolkade bygderna i norr och efter kust införlivades med Ukrainska SSR.
Sedan Tyskland inlett Operation Barbarossa valde Rumänien att sluta upp på axelmakternas sida i hopp om att återvinna Bessarabien och eventuellt även lyckas erövra Transnistrien. 1944 tvingades Hitlers och Antonescus trupper retirera för Röda armén. Under Sovjetåren 1940–1951 deporterades ett ansenligt antal moldaviska familjer från Bessarabien på Stalins uttryckliga order; dessa familjer var nästan uteslutande rumänskspråkiga.